# Wildi Frau
Wildi Frau är en bergstopp i Schweiz. Den ligger i distriktet Frutigen-Niedersimmental och kantonen Bern, i den centrala delen av landet. Toppen på Wildi Frau är 3 274 meter över havet.
Terrängen runt Wildi Frau är huvudsakligen mycket bergig. Den högsta punkten i närheten är Wyssi Frau, 3 650 meter över havet, 1,4 km söder om Wildi Frau.
Trakten runt Wildi Frau är permanent täckt av is och snö.